# Kamen Rider (serie)
Kamen Rider (仮面ライダーシリーズ Kamen Raidā Shirīzu) è un franchise di serie tokusatsu e manga ideato da Shōtarō Ishinomori. Le serie di Kamen Rider in genere vedono le imprese di un supereroe motociclista dall'aspetto di un insetto che combatte contro mostri umanoidi definiti Kaijin (怪人). Il franchise iniziò nel 1971 con la serie Kamen Rider che vedeva lo studente universitario Takeshi Hongo e il fotografo Hayato Ichimonji combattere contro l'organizzazione criminale Shocker. Nel corso degli anni, molte serie televisive e film su Kamen Rider vennero prodotti dalla Toei.
Kamen Rider è di grande successo in Giappone, e infatti è al 73º posto tra i media franchise che vendono di più al mondo, superando Fast & Furious, Halo, Digimon e il DC Extended Universe, tuttavia in Italia è poco noto e mai una serie di Kamen Rider è stata doppiata in italiano, escludendo I rifacimenti americani.

## Storia
Era Shōwa
Prodotto da Toru Hirayama (平山 亨 Hirayama Tōru) e disegnato da Shotaro Ishinomori, già famoso per la serie Cyborg 009, il primo episodio di Kamen Rider venne trasmesso il 3 aprile del 1971. In origine doveva essere la versione televisiva di Skull Man ma Hirayama e Ishinomori lo hanno ridisegnato in modo che assomigliasse a una cavalletta. L'Eroe Takeshi Hongo, interpretato da Hiroshi Fujioka, venne descritto come un umano modificato (改造人間 kaizō ningen) o Cyborg. Durante le riprese dell'episodio 10, Fujioka rimase vittima di un incidente, frattorandosi le gambe e fino all'episodio 13 fu una controfigura a indossare il costume di Kamen Rider. Dopo l'episodio 13, venne introdotto un nuovo personaggio, Hayato Ichimonji alias Kamen Rider No.2 (o Nigo), interpretato da Takeshi Sasaki. Il ritorno di Fujioka e del suo personaggio Hongo unì i due rider che riapparvero anche nelle serie seguenti. Le serie prodotte dal 1971 al 1976 (Kamen Rider, V3, X, Amazon e Stronger) sono distinte per la presenza del personaggio di Tobei Tachibana.
Dopo una pausa di quattro anni dalla fine di Kamen Rider Stronger, vennero prodotte altre due serie: New Kamen Rider (con protagonista Skyrider) del 1979 e Kamen Rider Super-1 del 1981. Nel 1984 venne trasmesso lo special televisivo 10gō tanjō! Kamen Raider zen'in shūgō!! dove venne introdotto Kamen Rider ZX e fu l'ultimo progetto prodotto da Hirayama.
Nel 1987 venne realizzato Kamen Rider Black che fu la prima serie di Kamen Rider a non avere alcun collegamento con le precedenti, fu anche la prima serie ad avere un seguito diretto: Kamen Rider Black RX dove i primi dieci Kamen Rider riapparvero alla fine per aiutare Black RX. Kamen Rider Black RX venne anche adattato dalla Saban per produrre la serie Masked Rider. Kamen Rider Black RX è considerata l'ultima serie di Kamen Rider del periodo Showa dato che gli ultimi episodi vennero trasmessi all'inizio dell'era Heisei.
Era Heisei
Durante gli anni 90 non venne prodotta nessuna serie di Kamen Rider e il franchise fu tenuta in vita da spettacoli teatrali e i tre film Shin Kamen Rider, Kamen Rider ZO e Kamen Rider J che sono spesso considerati parte dell'era Showa perché sempre prodotti da Shotaro Ishinomori. La Toei annunciò la serie Kamen Rider Kuuga nel 1999. Kuuga faceva parte di un progetto di Ishinomori che doveva riportare in auge il franchise in previsione del trentesimo anniversario. Ma Ishinomori morì prima che la serie vedesse la luce. Il primo episodio di Kamen Rider Kuuga venne trasmesso il 30 gennaio 2000. Kuuga venne poi seguito da Kamen Rider Agito che diede inizio a vari trend che caratterizzeranno le serie Heisei di Kamen Rider: una moltitudine di Rider (in Agito ne apparvero quattro: Agito, G3, Gills e Another Agito) e la relazione con la Honda riguardo alle motociclette dei Rider e ad altri veicoli. Da Kamen Rider Ryuki in poi, le canzoni delle serie vennero prodotte da vari gruppi come Da Pump per Kamen Rider 555, Nanase Aikawa per Kamen Rider Blade, TRF per Kamen Rider Kabuto e AAA per Kamen Rider Den-O. Venne formato anche il gruppo RIDER CHIPS che è considerata la band ufficiale di Kamen Rider.
Nel 2007 venne trasmesso Kamen Rider Den-O, che presentò un tono puramente umoristico. Nella serie appare il Den-Liner che è un treno capace di viaggiare nel tempo. Ci sono solo due Rider, Den-O e Zeronos, che possiedono una moltitudine di forme da combattimento. La popolarità della serie portò la produzione di vari film con protagonista Den-O più un OAV intitolato Imagin Anime dove i protagonisti sono gli Imagin che aiutano Den-O e Zeronos in versione Super Deformed.
Nel 2009 fu la volta di Kamen Rider Decade, serie che celebra il decimo anniversario delle serie Heisei di Kamen Rider. Nel progetto venne coinvolto il cantante Gackt per cantare la sigla di apertura Journey Through the Decade. Nello stesso periodo venne anche annunciata la serie seguente Kamen Rider W (Double), dove l'omonimo protagonista ha debuttato nel film Kamen Rider Decade: All Rider vs Dai-Shocker. Double è il primo Kamen Rider che si trasforma da due individui che si uniscono. Il primo episodio di Kamen Rider W venne trasmesso il 6 settembre 2009. Nel 2010 fu prodotto Kamen Rider OOO che celebra il quarantesimo anniversario del franchise con il film OOO, Den-O, All Rider: Let's Go Kamen Rider uscito nelle sale il 1º aprile 2011.
Era Reiwa

## Elementi delle serie Kamen Rider
Anche se tutte le serie sono differenti fra di loro, condividono varie caratteristiche. Tutte le serie narrano di un giovane che si trasforma in un Kamen Rider e combatte contro i mostri di un'organizzazione che è collegata alle origini del Rider. L'aspetto dei Kamen Rider è per la maggior parte basato sugli insetti. Le motociclette sono una parte integrante del franchise. Dal 1971 al 2001, fu la Suzuki a fornire i veicoli per le serie fino a Kamen Rider Agito, e da allora fu la Honda ad occuparsi dei veicoli delle serie insieme a una singola Ducati che compare in Kamen Rider W. I primi Kamen Rider portano delle sciarpe poi questo elemento venne scartato per Kamen Rider Black poi ripreso di nuovo dopo tanto tempo da Kamen Rider W.
Una caratteristica condivisa dai Rider più recenti è l'abilità di assumere una varietà di forme che vengono utilizzate a seconda della situazione. Il primo potenziamento fu utilizzato da Kamen Rider Stronger, Kamen Rider Black RX aveva tre forme, quella di base, Roborider e Biorider. Ciascun Rider delle serie Heisei è dotato di molte forme con armi e abilità diverse dalla forma base. Kamen Rider W e Kamen Rider OOO introducono delle combinazioni fra le varie forme (chiamate Half Changes in W e Combos in OOO).
Tutti i Rider dell'era Showa sono persone tramutate in cyborg contro la loro volontà, tramite operazioni chirurgiche. Una pratica vista quasi per niente nelle serie Heisei dove i Rider sono naturalmente diversi dalle altre persone (attraverso forze mistiche, mutazioni ecc.) o individui che hanno ottenuto mezzi tecnologicamente avanzati per caso. La natura dei vari Heisei Rider varia molto; mentre tutti i Rider Showa combattono per servire la giustizia, ci sono alcuni Heisei Rider che combattono per motivi personali come la vendetta, la sete di potere o per il gusto del combattimento.
L'Elemento condiviso da tutti i Kamen Rider (eccetto Shin Kamen Rider e Kamen Rider Hibiki) è la loro cintura (Henshin Belt) che usano per trasformarsi. Nelle serie Heisei, le cinture servono anche per avere accesso alle varie armi o poteri del Rider. Le serie Heisei hanno anche introdotto tipi particolari di cinture come quelle a base di carte che compaiono in Kamen Rider Ryuki, Blade e Decade, cinture con telefoni cellulari come in Kamen Rider Faiz, cinture con chiavi USB come in Kamen Rider W e cinture senzienti come in Kamen Rider Kiva.
Rider Finishers
Le mosse speciali che i Rider usano contro i mostri rimangono consistenti fra le varie serie. Il Rider Kick è la mossa finale che simboleggia il franchise di Kamen Rider, anche se nelle serie Heisei, il nome Rider Kick non viene quasi mai pronunciato. Altre mosse celebri sono il Rider Punch e il Rider Chop. Il Kamen Rider protagonista di ciascuna serie ha almeno un paio di variazioni del Rider Kick o del Rider Punch.

## Le serie, i film e gli special TV

### Serie TV
Era Showa
- Kamen Rider (1971-1973)
- Kamen Rider V3 (1973-1974)
- Kamen Rider X (1974)
- Kamen Rider Amazon (1974-1975)
- Kamen Rider Stronger (1975)
- Kamen Rider (Skyrider) (1979-1980)
- Kamen Rider Super-1 (1980-1981)
- Kamen Rider Black (1987-1988)
- Kamen Rider Black RX (1988-1989)

Era Heisei
- Kamen Rider Kuuga (2000-2001)
- Kamen Rider Agito (2001-2002)
- Kamen Rider Ryuki (2002-2003)
- Kamen Rider 555 (2003-2004)
- Kamen Rider Blade (2004-2005)
- Kamen Rider Hibiki (2005-2006)
- Kamen Rider Kabuto (2006-2007)
- Kamen Rider Den-O (2007-2008)
- Kamen Rider Kiva (2008-2009)
- Kamen Rider Decade (2009)
- Kamen Rider W (2009-2010)
- Kamen Rider OOO (2010-2011)
- Kamen Rider Fourze (2011-2012)
- Kamen Rider Wizard (2012-2013)
- Kamen Rider Gaim (2013-2014)
- Kamen Rider Drive (2014-2015)
- Kamen Rider Ghost (2015-2016)
- Kamen Rider Ex-Aid (2016-2017)
- Kamen Rider Build (2017-2018)
- Kamen Rider Zi-O (2018-2019)

Era Reiwa
- Kamen Rider Zero-One (2019-2020)
- Kamen Rider Saber (2020-2021)
- Kamen Rider Revice (2021-2022)
- Kamen Rider Geats (2022-2023)
- Kamen Rider Gotchard (2023-2024)
- Kamen Rider Gavv (2024-2025)[1]
- Kamen Rider Zeztz (2025-2026)

### Special TV
Era Showa
- Zen'in Shugo! 7nin no Kamen Rider!! (1976)
- Fumetsu no Kamen Rider Special (1979)
- 10gō tanjō! Kamen Raider zen'in shūgō!! (1984)
- Kore ga Kamen Rider BLACK da!! (1987)
- Kamen Rider 1go～RX Daishugo (1988)

Era Heisei
- Ultraman vs. Kamen Rider (1993)
- Kamen Rider Kuuga: New Year's Special (2000)
- Kamen Rider Kuuga: EPISODE50 Otsukare (2001)
- Kamen Rider Agito: Arata naru Henshin (2001)
- Kamen Rider Ryuki: 13RIDERS (2002)
- Kamen Rider Blade: New Generation (2004)
- 35th Kamen Rider Anniversary File (2006)
- Kamen Rider Den-O + Shin-O (2007)
- Kamen Rider G (2009)

### Film

#### Era Showa
- Go! Go! Kamen Rider (1971)
- Kamen Rider VS Shocker (1972)
- Kamen Rider VS Jigoku Taishi (1972)
- Kamen Rider V3 (1973)
- Kamen Rider V3 VS Destron Demons (1973)
- Kamen Rider X (1974)
- Go nin Riders Tai King Dark (1974)
- Kamen Rider Amazon (1975)
- Kamen Rider Stronger (1975)
- Kamen Rider: 8nin Riders Tai Ginga-O (1980)
- Kamen Rider Super-1 (1981)
- Kamen Rider BLACK: Onigashima e Kyuko seyo (1988)
- Kamen Rider BLACK: Kyofu! Akumatoge no Kaijinkan (1988)
- Kamen Rider Sekai ni Kakeru (1989)

#### Era Heisei
- Kamen Rider ZO (1993)
- Kamen Rider J (1994)
- Kamen Rider World (1994)
- Gekijoban Kamen Rider Agito: PROJECT G4 (2001)
- Gekijoban Kamen Rider Ryuki: EPISODE FINAL (2002)
- Gekijoban Kamen Rider 555: Paradise Lost (2003)
- Gekijoban Kamen Rider Blade: MISSING ACE (2004)
- Gekijoban Kamen Rider Hibiki to 7nin no Senki (2005)
- Kamen Rider THE FIRST (2005)
- Gekijoban Kamen Rider Kabuto: GOD SPEED LOVE (2006)
- Gekijoban Kamen Rider Den-O: Ore, Sanjo! (2007)
- Kamen Rider THE NEXT (2007)
- Gekijoban Kamen Rider Den-O & Kiva: Climax Deka (2008)
- Gekijoban Kamen Rider Kiva: Makaijo no Oh (2008)
- Gekijoban Saraba Kamen Rider Den-O: Final Countdown (2008)
- Gekijoban Cho Kamen Rider Den-O & Decade NEO Generations: Onigashima no Senkan (2009)
- Gekijoban Kamen Rider Decade: All Riders Tai Dai-Shocker (2009)
- Kamen Rider × Kamen Rider Double & Decade: MOVIE Taisen 2010 (2009)
  - Kamen Rider Decade: Final Chapter
  - Kamen Rider Double: Begins Night
  - MOVIE Taisen 2010
- Kamen Rider W FOREVER AtoZ/Unmei no Gaia Memories (2010)
- Kamen Rider × Kamen Rider × Kamen Rider THE MOVIE: Cho Den-O Trilogy (2010)
  - EPISODE RED: Zero no Star Twinkle
  - EPISODE BLUE: Haken Imajin wa NEWtral
  - EPISODE YELLOW: Otakara DE End Pirates
- Kamen Rider × Kamen Rider OOO & W featuring Skull: MOVIE Taisen CORE (2010)
  - Kamen Rider Skull: Message for Double
  - Kamen Rider OOO: Nobunaga no Yokubo
  - MOVIE Taisen CORE
- OOO, Den-O, All Riders: Let's Go Kamen Riders (2011)
- Gekijoban Kamen Rider OOO WONDERFUL: Shogun to 21 Core Medals (2011)
- Kamen Rider × Kamen Rider Fourze & OOO: MOVIE Taisen MEGAMAX (2011)
- Kamen Rider x Super Sentai: Super Hero Taisen (2012)
- Kamen Rider Fourze THE MOVIE: Minade Uchu Kita! (2012)
- Kamen Rider x Kamen Rider Wizard & Fourze: Movie Taisen Ultimatum (2012)
- Kamen Rider x Super Sentai x Uchu Keiji: Super Hero Taisen Z (2013)
- Gekijoban Kamen Rider Wizard in Majikku Rando (2013)
- Kamen Rider x Kamen Rider Gaim & Wizard: Tenka Wakeme no Sengoku Mūbī Daigassen (2013)
- Heisei Rider Tai Showa Rider: Kamen Rider Taisen feat Super Sentai (2014)
- Gekijoban Kamen Rider Gaim: Sakkā Daisakusen! Ōgon no Kajitsu Sōdatsu Kappu! (2014)
- Kamen Rider x Kamen Rider Drive & Gaim: Movie Taisen Full Throttle (2014)
- Super Hero Taisen GP. Kamen Rider 3 (2015)
- Kamen Rider Drive: Surprise Drive (2015)
- Kamen Rider Ghost & Drive: Movie Taisen Genesis (2015)
- Kamen Rider 1 (2016)
- Kamen Rider Ghost: Hyaku no Eyecon to Gōsuto Unmei no Toki (2016)
- Kamen Rider Heisei Generation: Dr. Pac-man tai Kamen Rider Ex-Aid & Ghost with Legend Rider (2016)
- Kamen Rider x Super Sentai: Chou Super Hero Taisen (2017)
- Kamen Rider Ex-Aid: True Ending (2017)
- Kamen Rider Heisei Generation FInal: Build & Ex-Aid with Legend Riders (2017)
- Kamen Rider Build: Be The One (2018)
- Kamen Rider Heisei Generation Forever (2018)
- Kamen Rider Zi-O: Over Quartzer (2019)

#### Era Reiwa
- Kamen Rider Reiwa The First Generation (2019)
- Kamen Rider Zero-One the Movie: Real×Time (2020)
- Kamen Rider Saber: The Phoenix Swordsman and the Book of Ruin (2020)
- Saber + Zenkaiger: Super Hero Senki (2021)
- Kamen Rider Revice (2021)
- Kamen Rider Beyond Generations (2021)
- Kamen Rider Revice Battle Familia (2022)
- Kamen Rider Geats × Revice: Movie Battle Royale (2022)
- Shin Kamen Rider (2023)

### V Cinema
- Shin Kamen Rider Prologue (1992)
- Kamen Rider SD (1993-anime)
- Kamen Rider W Returns (2011)
  - Kamen Rider Accel Chapter
  - Kamen Rider Eternal Chapter
- Kamen Rider Gaim Gaiden (2015)
  - Kamen Rider Zangetsu Chapter
  - Kamen Rider Baron Chapter
- Kamen Rider Gaim Gaiden 2 (2015)
  - Kamen Rider Duke Chapter
  - Kamen Rider Knuckle Chapter
- Kamen Rider Drive Saga: Chaser (2016)
- Kamen Rider Drive Saga 2 (2016)
  - Kamen Rider Heart Chapter
  - Kamen Rider Mach Chapter
- Kamen Rider Ghost RE:BIRTH: Kamen Rider Specter (2017)
- Kamen Rider Ex-Aid Trilogy: Another Ending (2018)
  - Brave & Snipe Chapter
  - Para-DX with Poppy Chapter
  - Gemn vs Lazer Chapter
- Build New World: Kamen Rider Cross-Z
- Build New World: Kamen Rider Grease
- Kamen Rider Zi-O: Next Time - Geiz Majesty (2020)

### Hyper Battle Videos
- Kamen Rider Kuuga VS Goriki Kaijin Go-Jiino-Da (2000)
- Kamen Rider Agito: 3 Dai Riders (2001)
- Kamen Rider Ryuki vs. Kamen Rider Agito (2002)
- Kamen Rider 555: The Musical (2003)
- Kamen Rider Blade: Blade vs Blade (2004)
- Kamen Rider Hibiki: Asumu Henshin: Kimi mo Oni ni nareru (2005)
- Kamen Rider Kabuto: Sanjo! Gatack Hyper Form! (2006)
- Kamen Rider Den-O: Singing, Dancing, Great Time!! (2007)
- Kamen Rider Kiva: Kimi mo Kiva ni naro u (2008)
- Kamen Rider Decade: Mamore! <TV-Kun no Sekai> (2009)
- Kamen Rider Double: Donburi no α/Saraba itoshi no reshipi yo (2010)
- Kamen Rider OOO: Quiz, Dance, and Takagarooba!? (2011)
- Kamen Rider Fourze - Kamen Rider Fourze Hyper Battle DVD: Rocket Drill States of Friendship (2012)
- Kamen Rider Wizard - Kamen Rider Wizard Hyper Battle DVD: Showtime with the Dance Ring (2013)
- Kamen Rider Gaim - Kamen Rider Gaim Hyper Battle DVD: Fresh Orange Arms is Born! (2014)
- Kamen Rider Drive: Type TV-KUN: Hunter & Monster! Chase the Mystery of the Super Thief! (2015)
- Kamen Rider Drive - Type HIGH SPEED! The True Power! Type High Speed is Born! (2015)
- Kamen Rider Drive - Type LUPIN: ~Lupin, The Last Challenge~ (2015)
- Kamen Rider Ghost - Kamen Rider Ghost: Ikkyu Eyecon Contention! Quick Wit Battle!! (2016)
- Kamen Rider Ghost - Kamen Rider Ghost: Ikkyu Eyecon! Awaken, My Quick Wit Power!! (2016)
- Kamen Rider Ghost - Kamen Rider Ghost: Truth! The Secret Of Heroes' Eyecons! (2016)
- Kamen Rider Ex-Aid - Kamen Rider Ex-Aid "Tricks": Kamen Rider Lazer (2017)
- Kamen Rider Ex-Aid - Kamen Rider Ex-Aid "Tricks": Kamen Rider Para-DX (2017)
- Kamen Rider Build - Kamen Rider Build: Birth! KumaTelevi!! VS Kamen Rider Grease! (2018)

## Adattamenti esteri

### Tailandia
Nel 1974 la Chaiyo Productions ha prodotto il film Hanuman and the Five Riders (หนุมาน พบ 5 ไอ้มดแดง - Hanuman pob Har Aimoddaeng) ispirata a Kamen Rider.

### Taiwan
Nel 1975 e nel 1976 la Tong Hsing Company Limited di Taiwan ha prodotto la serie Super Riders basata sulla serie giapponese.
- 1975: The Super Rider V3 basata su Kamen Rider V3
- 1976: The Five Of Super Rider basata su Kamen Rider X
- 1976: The Super Riders basata su Kamen Rider vs. Shocker e Kamen Rider vs. Hell Ambassador

### Stati Uniti d'America
Nel 1995 la Saban Entertainment realizzò il telefilm Masked Rider: il cavaliere mascherato, basato sulla serie giapponese Kamen Rider Black RX. Tale versione riadattata venne prodotta come spin-off di Power Rangers, tramite il back-door pilot in tre puntate Un amico in pericolo.
Nel 2009 la Adness Entertainment ha realizzato la serie Kamen Rider: Dragon Knight, adattamento della serie televisiva giapponese Kamen Rider Ryuki, dodicesima serie del famoso franchise Kamen Rider.

## Omaggi e parodie
Kamen Rider è stato parodiato in varie produzioni in Giappone. Uno degli elementi maggiormente parodiati è la posa che fanno i Rider. Nei videogiochi, Skullomania (Street Fighter), May Lee (King Of Fighters) e Viewtiful Joe sono alcuni esempi. Negli anime, sono notevoli varie citazioni di Kamen Rider che vanno da serie come Kinnikuman e Shin Chan a Dragon Ball, Bleach, One Piece e Yu-Gi-Oh!.
Due pianeti minori sono stati chiamati con nomi ispirati dalla prima serie: 12408 Fujioka, in onore dell'attore Hiroshi Fujioka che ha interpretato Takeshi Hongo/Kamen Rider 1, e 12796 Kamenrider.